# マイク・ヴァイオラ
- マイク・ヴァイオラ
- マイク・ヴィオラ[1]

マイケル・アンソニー・ヴァイオラ（Michael Anthony Viola、1966年9月26日 - ）は、アメリカ合衆国のシンガーソングライター、音楽プロデューサー。パニック!アット・ザ・ディスコ、アンドリュー・バード、ライアン・アダムス、J.S.オンダラ、マンディ・ムーア、ジェニー・ルイスなど多数のアーティストの作品の制作に携わったことで知られる。このほか『すべてをあなたに』（1996年）、『ウォーク・ハード ロックへの階段』（2007年）、『伝説のロックスター再生計画!』（2010年）など多数の映画のサウンドトラックも手がけている。

## 経歴
マサチューセッツ州ストートンで生まれ、同地で育つ。8歳の時にビートルズ、ザ・ビーチ・ボーイズ、エルトン・ジョンらに影響を受けて作曲を始め、13歳の時にバンドを結成。1985年、自主制作による初のEP『Not the Only One』を発売。
1994年にニューヨークに拠点を移し、1996年にキャンディ・ブッチャーズとしてメジャー・デビュー。同年に公開された映画『すべてをあなたに』では主題歌のボーカルを担当。主題歌は第54回ゴールデングローブ賞で主題歌賞、第69回アカデミー賞でアカデミー歌曲賞にノミネートした。
1999年、ソニー傘下のRPMからアルバム『フォーリング・イントゥ・プレイス』（マイク・ヴァイオラ&ザ・キャンディ・ブッチャーズ名義）を発売。同作を含めて同レーベルから3作のアルバムを発売した後、バンドの活動は終了した。
2007年に公開された映画『ウォーク・ハード ロックへの階段』ではダン・バーンとともにサウンドトラックを手がけた。2010年に公開された映画『伝説のロックスター再生計画!』でも、サウンドトラックの「Funny Walls」「The Clap」「African Child (Trapped In Me)」「Little Bird」の4曲の作曲を手がけた。
ソロ活動の傍ら、2010年代以降はライアン・アダムス、フォール・アウト・ボーイ、ジェニー・ルイスなど多数のアーティストの作品のプロデュースを手がけるようになり、2016年から2021年まではヴァーヴ・レコードのA&R部門の重役を務めていた。
パニック!アット・ザ・ディスコのフロントマンであるブレンドン・ユーリーと親交があり、2022年に発売された7作目のスタジオ・アルバム『ヴィヴァ・ラス・ヴェンジャンス』のレコーディングは、ユーリーやジェイク・シンクレアとの共同作業というかたちで行なわれた。同年夏にはベースにシンクレア、ドラムにユーリーを迎えてアルバムのレコーディングを行なう。アルバムは2023年4月26日に『ポール・マッカーシー』というタイトルで発売された。2023年冬には同じ編成でアルバム『ロック・オブ・ボストン』のレコーディングを行なった。

## 作品

### キャンディ・ブッチャーズ
アルバム
- Candy Buthchers（1997年）
- 『フォーリング・イントゥ・プレイス』 – Falling Into Place（1999年）※マイク・ヴァイオラ&ザ・キャンディ・ブッチャーズ名義
- Play With Your Head（2002年）
- Hang on Mike（2004年）
- Making up time (Candy Butchers 1994 – 1996)（2006年）

EP
- Live at La Bonboniere（1996年）
- Let's Get Serious（1999年）※マイク・ヴァイオラ&ザ・キャンディ・ブッチャーズ名義
- Let's Get Christmas（1999年）※マイク・ヴァイオラ&ザ・キャンディ・ブッチャーズ名義

### ソロ
アルバム
- Kenmore Square（1990年）
- Temple of Static（2001年）
- Just Before Dark（2005年）
- Lurch（2007年）
- Melon（2010年）※マイク・ヴァイオラ&ケリー・ジョーンズ名義
- Electro De Perfecto（2011年）
- 2011 Primer (Collection)（2011年）
- 『アルパカス・オーグリング』 – Acousto De Perfecto（2012年）
- Ghoul（2013年）
- 『ジ・アメリカン・エジプト』 – The American Egypt（2018年）
- 『ザ・ベスト・オブ・マイク・ヴァイオラ』 – Introducing...Mike Viola (Japan Best)（2020年）※日本企画盤
- 『ゴッドマフィン』 – Godmuffin（2020年）
  - 日本盤は2021年1月27日に日本未発表の前作『The American Egypt』との2枚組で発売された。

- 『ポール・マッカーシー』 – Paul McCarthy（2023年）
- 『ロック・オブ・ボストン』 – Rock of Boston（2024年）

EP
- Not the Only One（1985年）
- Don't Break My Fall（1987年）※マイク・ヴァイオラ&スナップ名義
- Bang-A-Lang（1989年）※マイク・ヴァイオラ&スナップ名義
- Stairway to Paradise（1999年）

シングル
- "Bitter and Cursed"（2018年）
- "Silent"（2018年）
- "Here We Go, It's Christmas Time"（2018年）
- Road Angel Project, Vol.2（2020年）
  - アレックス・リリーやダニエル・デ・アンドレアとのスプリット・シングルで、「Motel Mood」（2007年発売のアルバム『Lurch』からのアウトテイク）が収録されている。

- "Drug Rug"（2020年）
- "Ordinary Girl"（2020年）
- "We May Never Be This Young Again"（2020年）
- 「ポール・マッカーシー」 – "Paul McCarthy"（2022年）
- 「ビル・ヴァイオラ」 – "Bill Viola"（2023年）
- 「アイ・シンク・アイ・ソウト・フォーエヴァー・プルーフ」 – "I Think I Thought Forever Proof"（2023年）
- "Paul McCarthy - Orchid Quartet Version"（2024年）
- 「ロック・オブ・ボストン」 – "Rock of Boston"（2024年）

### 参加作品
| 年   | アーティスト                                     | タイトル                                             | タイトル                                                            | 役割 |
| 年   | アーティスト                                     | 楽曲                                                 | アルバム                                                            | 役割 |
| ---- | ------------------------------------------------ | ---------------------------------------------------- | ------------------------------------------------------------------- | --- |
| 1996 | ザ・ワンダーズ                                   | 「すべてをあなたに」                                 | 『すべてをあなたに オリジナル・サウンドトラック』                   | ボーカル |
| 1996 | モノ・パフ                                       |                                                      | Unsuprvised                                                         | ギター、ボーカル（ハーモニー） |
| 1997 | ビージーズ                                       | （全曲）                                             | 『スティル・ウォーターズ』                                          | アシスタント・エンジニア |
| 1998 | ラスプーチナ                                     | "The Olde HeadBoard"                                 | How We Quit the Forest                                              | ベース |
| 2002 | ザ・フィッグス                                   |                                                      | Slow Charm                                                          | ギター |
| 2004 | ザ・フィッグス                                   |                                                      | Palais                                                              | ボーカル、ギター、キーボード、ベース |
| 2006 | L.E.O.                                           | 「ディストラクテッド」                               | 『アルパカス・オーグリング』                                        | 作詞作曲、ボーカル |
| 2006 | L.E.O.                                           | 「メイク・ミー」                                     | 『アルパカス・オーグリング』                                        | 作詞作曲、ボーカル、アコースティック・ギター |
| 2007 | ジョン・C・ライリー（デューイ・コックス）        | "A Life Without You (Is No Life at All)"             | Walk Hard: The Dewey Cox Story – Original Motion Picture Soundtrack | 作詞作曲 |
| 2007 | ジョン・C・ライリー（デューイ・コックス）        | "Beautiful Ride"                                     | Walk Hard: The Dewey Cox Story – Original Motion Picture Soundtrack | 作詞作曲 |
| 2007 | ジョン・C・ライリー（デューイ・コックス）        | "Dear Mr. President"                                 | Walk Hard: The Dewey Cox Story – Original Motion Picture Soundtrack | 作詞作曲 |
| 2007 | ジョン・C・ライリー（デューイ・コックス）        | "Mulatto Song"                                       | Walk Hard: The Dewey Cox Story – Original Motion Picture Soundtrack | 作詞作曲 |
| 2007 | ジョン・C・ライリー（デューイ・コックス）        | "Let Me Hold You Little Man"                         | Walk Hard: The Dewey Cox Story – Original Motion Picture Soundtrack | 作詞作曲 |
| 2007 | ジョン・C・ライリー（デューイ・コックス）        | "I Hate You (Big Daddy)"                             | Walk Hard: The Dewey Cox Story – Original Motion Picture Soundtrack | 作詞作曲 |
| 2007 | ジョン・C・ライリー（デューイ・コックス）        | "Darling"                                            | Walk Hard: The Dewey Cox Story – Original Motion Picture Soundtrack | 作詞作曲 |
| 2007 | ジョン・C・ライリー（デューイ・コックス）        | "Hole in My Pants"                                   | Walk Hard: The Dewey Cox Story – Original Motion Picture Soundtrack | 作詞作曲 |
| 2007 | ジョン・C・ライリー（デューイ・コックス）        | "Who Wants To Party"                                 | Walk Hard: The Dewey Cox Story – Original Motion Picture Soundtrack | 作詞作曲 |
| 2007 | ジョン・C・ライリー（デューイ・コックス）        | "Weeping on the Inside"                              | Walk Hard: The Dewey Cox Story – Original Motion Picture Soundtrack | 作詞作曲 |
| 2008 | ティム・クリステンセン                           | "Superior"                                           | Superior                                                            | 作詞 |
| 2009 | ジョン・ウェズリー・ハーディング                 | "Love Or Nothing"                                    | Who Was Changed and Who Was Dead                                    | 作詞作曲、ボーカル（バックグラウンド） |
| 2009 | ジョン・ウェズリー・ハーディング                 | "Sick Organism"                                      | Who Was Changed and Who Was Dead                                    | 作詞作曲、ボーカル（バックグラウンド） |
| 2009 | ジョン・ウェズリー・ハーディング                 | "Congratulations (On Your Hallucinations)"           | Who Was Changed and Who Was Dead                                    | 作詞作曲、ボーカル（バックグラウンド） |
| 2009 | マンディ・ムーア                                 | "Merrimack River"                                    | Amanda Leigh                                                        | 作詞作曲 |
| 2009 | マンディ・ムーア                                 | "Fern Dell"                                          | Amanda Leigh                                                        | 作詞作曲 |
| 2009 | マンディ・ムーア                                 | "I Could Break Your Heart Any Day of the Week"       | Amanda Leigh                                                        | 作詞作曲 |
| 2009 | マンディ・ムーア                                 | "Pocket Philosopher"                                 | Amanda Leigh                                                        | 作詞作曲 |
| 2009 | マンディ・ムーア                                 | "Song About Home"                                    | Amanda Leigh                                                        | 作詞作曲 |
| 2009 | マンディ・ムーア                                 | "Love To Love Me Back"                               | Amanda Leigh                                                        | 作詞作曲 |
| 2009 | マンディ・ムーア                                 | "Indian Summer"                                      | Amanda Leigh                                                        | 作詞作曲 |
| 2009 | マンディ・ムーア                                 | "Nothing Everything"                                 | Amanda Leigh                                                        | 作詞作曲 |
| 2009 | マンディ・ムーア                                 | "Bug"                                                | Amanda Leigh                                                        | 作詞作曲 |
| 2010 | インファント・ソロウ                             | "Furry Walls"                                        | Get Him to the Greek: Soundtrack                                    | 作詞作曲、ボーカル（バックグウランド） |
| 2010 | インファント・ソロウ                             | "The Clap"                                           | Get Him to the Greek: Soundtrack                                    | 作詞作曲、ボーカル（バックグウランド） |
| 2010 | インファント・ソロウ                             | "I Am Jesus"                                         | Get Him to the Greek: Soundtrack                                    | 作詞作曲、ボーカル（バックグウランド） |
| 2010 | インファント・ソロウ                             | "African Child (Trapped in Me)"                      | Get Him to the Greek: Soundtrack                                    | 作詞作曲、ボーカル（バックグウランド） |
| 2010 | インファント・ソロウ                             | "Little Bird"                                        | Get Him to the Greek: Soundtrack                                    | 作詞作曲、ボーカル（バックグウランド） |
| 2010 | インファント・ソロウ                             | "Searching For a Father"                             | Get Him to the Greek: Soundtrack                                    | 作詞作曲、ボーカル（バックグウランド） |
| 2010 | ジェレミー・フィッシャー                         | "All We Want Is Love"                                | Flood                                                               | 作詞作曲 |
| 2011 | ジン・ウィグモア                                 | 「ダーティー・ラヴ」                                 | 『グラヴェル&ワイン』                                               | 作詞作曲 |
| 2011 | レイチェル・ヤマガタ                             | "I'm Going to Go Back There Someday"                 | Muppets: The Green Album                                            | タックピアノ、アコースティック・ギター、ボーカル（バックグラウンド）、プロデューサー、編曲                                                                  |
| 2011 | レイチェル・ヤマガタ                             | 「ユー・ウォント・レット・ミー」                     | 『チェサピーク』                                                    | 作曲 |
| 2011 | レイチェル・ヤマガタ                             | 「アイ・ドント・ウォント・トゥ・ビー・ユア・マザー」 | 『チェサピーク』                                                    | 作曲、ボーカル（バックグラウンド）、ピアノ |
| 2011 | レイチェル・ヤマガタ                             | 「ディールブレイカー」                               | 『チェサピーク』                                                    | 作曲 |
| 2011 | ウィル・デイリー&ザ・ライヴァルズ                | "Best Friend"                                        | Will Dailey and the Rivals                                          | ヴィブラフォン、マリンバ |
| 2012 | ノーム・ワインスタイン                           |                                                      | Clocked                                                             | プロデューサー、編曲、ボーカル、ギター |
| 2012 | レイチェル・ヤマガタ                             | "Heavyweight"                                        | Heavyweight EP                                                      | 作詞作曲 |
| 2013 | ティム・クリステンセン                           | （全曲）                                             | 『ピュア・マッカートニー』                                          | リード・ボーカル、ピアノ、アコースティック・ギティム・クリステンセンター、がらくた                                                                          |
| 2013 | ローリ・マッキーナ                               | "Love Can Put It Back Together"                      | Massachusetts                                                       | 作詞作曲、ボーカル |
| 2013 | フォール・アウト・ボーイ                         |                                                      | PAX•AM Days                                                         | プロデューサー |
| 2013 | ニュー・ポリティックス                           | "Harlem"                                             | A Bad Girl in Harlem                                                | 作詞作曲 |
| 2014 | ジム・ソビュール                                 | "Flight"                                             | Dottie's Charms                                                     | 作曲 |
| 2014 | ジム・ソビュール                                 | "Statue of Liberty"                                  | Dottie's Charms                                                     | 作曲 |
| 2014 | ジム・ソビュール                                 | "I Swear I Saw Christopher Reeve"                    | Dottie's Charms                                                     | 作曲 |
| 2014 | ジム・ソビュール                                 | "O Canada"                                           | Dottie's Charms                                                     | 作曲 |
| 2014 | ジム・ソビュール                                 | "Old Kentucky"                                       | Dottie's Charms                                                     | 作曲 |
| 2014 | ブレット・デネン                                 | "Out of My Head"                                     | Smoke and Mirrors                                                   | 作詞作曲、アコースティック・ギター、バンジョー |
| 2014 | ジェニー・ルイス                                 |                                                      | The Voyager                                                         | プロデューサー、ギター、12弦ギター、ピアノ、シンセサイザー、ボーカル（バックグラウンド）                                                                    |
| 2014 | マット・ネイサンソン                             |                                                      | The Last of the Great Pretenders                                    | プロデューサー、ギター、キーボード、ボーカル（バッキング・ボーカル）                                                                                        |
| 2014 | ライアン・アダムス                               | 「ギミ・サムシング・グッド」                         | 『ライアン・アダムス』                                              | プロデューサー |
| 2014 | ライアン・アダムス                               | 「トラブル」                                         | 『ライアン・アダムス』                                              | プロデューサー |
| 2014 | ライアン・アダムス                               | 「アム・アイ・セーフ」                               | 『ライアン・アダムス』                                              | プロデューサー |
| 2014 | ライアン・アダムス                               | 「マイ・レッキング・ボール」                         | 『ライアン・アダムス』                                              | プロデューサー |
| 2014 | ライアン・アダムス                               | 「ステイ・ウィズ・ミー」                             | 『ライアン・アダムス』                                              | プロデューサー |
| 2014 | ライアン・アダムス                               | 「シャドウズ」                                       | 『ライアン・アダムス』                                              | プロデューサー |
| 2014 | ライアン・アダムス                               | 「フィールズ・ライク・ファイア」                     | 『ライアン・アダムス』                                              | プロデューサー |
| 2014 | ライアン・アダムス                               | 「タイアード・オブ・ギヴィング・アップ」             | 『ライアン・アダムス』                                              | プロデューサー |
| 2014 | ライアン・アダムス                               | "Magic Flag"                                         | Vampires                                                            | 作詞作曲 |
| 2014 | アンドリュー・マクマホン・イン・ザ・ウィルダネス |                                                      | 『アンドリュー・マクマホン・イン・ザ・ウィルダネス』                | プロデューサー、ベース、ギター（M6）、作詞作曲（M3, M6 - M10）                                                                                              |
| 2015 | ブッチ・ウォーカー                               | （全曲）                                             | Afraid of Ghosts                                                    | ベース、12弦アコースティックギター、バリトンギター、ピアノ、ボーカル                                                                                        |
| 2015 | ニュー・ポリティックス                           | "Pretend We're in a Movie"                           | Vikings                                                             | 作詞作曲 |
| 2015 | パニック!アット・ザ・ディスコ                    | 「ビクトリアス」                                     | 『ある独身男の死』                                                  | 作詞作曲 |
| 2015 | マット・ネイサンソン                             | "Gold in the Summertime"                             | Show Me Your Fangs                                                  | 作詞作曲 |
| 2015 | マット・ネイサンソン                             | "Show Me Your Fangs"                                 | Show Me Your Fangs                                                  | 作詞作曲 |
| 2016 | テディ・トンプソン & ケリー・ジョーンズ          | （全曲）                                             | 『リトル・ウィンドウズ』                                            | プロデューサー |
| 2016 | MAX                                              | "Hell's Kitchen Angel"                               | Hell's Kitchen Angel                                                | 作詞作曲 |
| 2016 | MAX                                              | "Mug Shot" (feat. Sirah)                             | Hell's Kitchen Angel                                                | 作詞作曲 |
| 2016 | モンキーズ                                       | 「ユー・ブリング・ザ・サマー」                       | 『グッド・タイムズ!』                                               | ギター |
| 2016 | モンキーズ                                       | 「シー・メイクス・ミー・ラフ」                       | 『グッド・タイムズ!』                                               | ギター |
| 2016 | モンキーズ                                       | 「ミー & マグダレナ」                                | 『グッド・タイムズ!』                                               | ギター、ベース |
| 2016 | モンキーズ                                       | 「ホワットエヴァーズ・ライト」                       | 『グッド・タイムズ!』                                               | ギター |
| 2016 | モンキーズ                                       | 「リトル・ガール」                                   | 『グッド・タイムズ!』                                               | ギター、ボーカル |
| 2016 | モンキーズ                                       | 「バース・オブ・アン・アクシデンタル・ヒップスタ」   | 『グッド・タイムズ!』                                               | ギター |
| 2016 | モンキーズ                                       | 「アイ・ワズ・ゼア」                                 | 『グッド・タイムズ!』                                               | ギター |
| 2016 | LOLO                                             | "No Time For Lonely"                                 | In Loving Memory of When I Gave a Shit                              | 作詞作曲 |
| 2017 | ウォーターズ                                     | "Molly Is a Babe"                                    | Something More!                                                     | 作詞作曲、プロデューサー |
| 2017 | ウォーターズ                                     | "Something More"                                     | Something More!                                                     | 作詞作曲 |
| 2017 | ウォーターズ                                     | "Modern Dilemma"                                     | Something More!                                                     | 作詞作曲、プロデューサー |
| 2017 | ダン・ウィルソン                                 | （全曲）                                             | Re-Covered                                                          | プロデューサー、ギター、ボーカル（バックグラウンド） |
| 2017 | シャナイア・トゥエイン                           | 「ライフス・アバウト・トゥ・ゲット・グッド」         | 『ナウ』                                                            | ギター |
| 2017 | ライアン・アダムス                               | "Do You Still love Me?"                              | 『プリズナー』                                                      | ギター |
| 2017 | ライアン・アダムス                               | "Prisoner"                                           | 『プリズナー』                                                      | 作詞作曲 |
| 2018 | J.S.オンダラ                                     | （全曲）                                             | Tales of America                                                    | ボーカル（バックグラウンド）、ギター、A&R、プロデューサー                                                                                                   |
| 2018 | ヴァン・ウィリアム                               | "Before I Found You"                                 | Countries                                                           | 作詞作曲 |
| 2018 | ヴァン・ウィリアム                               | "You'll Be On My Mind"                               | Countries                                                           | 作詞作曲 |
| 2018 | ヴォルフペック                                   |                                                      | Hill Climber                                                        | 作詞作曲、ボーカル |
| 2018 | パニック!アット・ザ・ディスコ                    | 「ダイイング・イン・LA」                             | 『プレイ・フォー・ザ・ウィキッド』                                  | 作詞作曲 |
| 2019 | アンドリュー・バード                             |                                                      | My Finest Work Yet                                                  | ギター |
| 2019 | マンディ・ムーア                                 | "When I Wasn't Watching"                             |                                                                     | 作詞作曲 |
| 2020 | マンディ・ムーア                                 | （全曲）                                             | Silver Landings                                                     | 作詞作曲、プロデュース、ギター、ボーカル、キーボード、レコーディング、A&R                                                                                   |
| 2020 | ワトキンス・ファミリー・アワー                   |                                                      | Brother Sister                                                      | プロデューサー、作詞作曲（M1, M3）、ピアノ（M1）、モーグ・シンセサイザー（M3, M6, M10）                                                                     |
| 2020 | セミソニック                                     | "Basement Tapes"                                     | You're Not Alone                                                    | 作詞作曲 |
| 2020 | アンドリュー・バード                             | "Greenwine"                                          | Hark!                                                               | レコーディング |
| 2021 | ジンボ・メイサス & アンドリュー・バード          | （全曲）                                             | These 13                                                            | プロデューサー |
| 2021 | カーシー・ブラントン                             | "Party at the End of the World"                      | LOVE & RAGE                                                         | ギター |
| 2021 | カーシー・ブラントン                             | "Down in the Streets"                                | LOVE & RAGE                                                         | ギター |
| 2022 | ノーム・ワインスタイン                           | （全曲）                                             | Undivorceable                                                       | プロデューサー、編曲 |
| 2022 | マンディ・ムーア                                 |                                                      | In Real Life                                                        | プロデューサー、作詞作曲（"Heartlands" と "Every Light"を除く）、編曲、ベース、ドラム、レコーディング、ギター、キーボード、パーカッション、ピアノ、ボーカル |
| 2022 | アンドリュー・バード                             | （全曲）                                             | Inside Problems                                                     | プロデューサー、ギター、ベース、ボーカル |
| 2022 | ヴォルフモン                                     | "Let's Go! Let's Go!"                                | Here We Go Jack                                                     | ボーカル、作詞作曲 |
| 2022 | パニック!アット・ザ・ディスコ                    | （全曲）                                             | 『ヴィヴァ・ラス・ヴェンジャンス』                                  | プロデューサー、作詞作曲、ボーカル（バックグラウンド）、ギター、ハモンドオルガン、ハープシコード、シンセサイザー                                            |
| 2022 | ONE OK ROCK                                      | 「Neon」                                             | 『Luxury Disease』                                                  | 作詞作曲、ボーカル（バックグラウンド）、エレクトリック・ギター                                                                                              |
| 2022 | ONE OK ROCK                                      | 「When They Turn the Lights On」                     | 『Luxury Disease』                                                  | ボーカル（バックグラウンド）、エレクトリック・ギター |
| 2024 | ドーズ                                           | "House Parties"                                      | Oh Brother                                                          | プロデューサー |